# 솔즈베리 (메릴랜드주)
솔즈베리(Salisbury)는 메릴랜드주 남동부에 위치한 도시이다. 2010년 기준으로 인구는 30,343명이며, 메릴랜드주 동부 해안 지역에서 가장 큰 도시이다. 위코미코 카운티(Wicomico County)에 속해있으며, 델마바반도의 상업 중심지이다.
솔즈베리는 미국 주요도시 중 하나인 볼티모어로부터 171km, 수도인 워싱턴 D.C.로부터는 192km, 필라델피아로부터는 206km 떨어져 있다.

## 역사
위코미코 강의 초입에 위치한 지리적 특성이 도시의 발전에 주요한 요소가 되었다. 초기에는 볼티모어 경의 작은 식민 개척지였으나, 1732년 공식적인 항구가 건설되고, 메릴랜드 내에서 볼티모어의 뒤를 잇는 두 번째로 활발한 항구로 자리잡았다.

## 경제
미국 내 대표적인 양계 업체 중 하나인 퍼듀팜(Perdue Farms)의 본사가 위치해 있다. 그 밖의 산업으로는 전자기기 부품제조, 제약, 조선, 농업 등의 산업이 대표적이다.

## 교육
메릴랜드주의 공립 대학 중 하나인 솔즈베리 대학교(Salisbury University)가 위치하고 있으며, 커뮤니티 칼리지로는 워윅 커뮤니티 칼리지(Wor-Wic Community College)가 있다.

## 문화 시설
메릴랜드 동부 해안 지역의 중심도시로써 솔즈베리 대학교 수목원, 솔즈베리 동물원, 아서. W. 퍼듀 경기장(Arthur. W. Perdue Stadium) 등이 위치해 있다.

## 자매도시
- 영국 솔즈베리
- 에스토니아 타르투
- 중국 다롄

## 교통

### 도로
두 개의 간선도로인 국도 제13호선과 국도 제50호선이 각각 솔즈베리를 남북과 동서로 가로지른다. 국도 제13호선은 솔즈베리를 남쪽의 버지니아주 노퍽과 북쪽의 델라웨어주 도버를 연결하며 오션 하이웨이(Ocean Highway)라는 이름으로도 알려져 있다. 국도 제50호선은 솔즈베리를 서쪽의 워싱턴DC 및 볼티모어와 동쪽의 오션시티를 포함하는 델마바반도의 주요 도시들을 연결하며 오션 게이트웨이(Ocean Gateway)라는 이름으로도 알려져 있다. 이전까지 국도 13호선과 국도 50호선은 각각 솔즈베리의 중심 상업 지구를 관통하였지만 순환형태의 간선도로인 솔즈베리 바이패스(Salisbury Bypass)의 개통 이후 시내를 통과하는 교통량이 우회하게 되었다.
그 밖에도 메릴랜드 주도 12호선을 통해 스노우 힐과 연결되며, 메릴랜드 주도 349호선을 통해 난티콕과 콴티코로 연결된다.

### 항공
델마바반도의 유일한 민간 공항이자, 델마바반도 내에서 두 번째로 번잡한 공항인 솔즈베리 리저널 공항(Salisbury Regional Airport)를 통해 민간 항공편의 이착륙이 이루어진다.

## 인구
| 인구조사                            | 인구   | Note  | %±    |
| ----------------------------------- | ------ | ----- | ----- |
| 1850년                              | 947    |       | —     |
| 1870년                              | 2,064  |       | —     |
| 1880년                              | 2,581  |       | 25.0% |
| 1890년                              | 2,905  |       | 12.6% |
| 1900년                              | 4,277  |       | 47.2% |
| 1910년                              | 6,690  |       | 56.4% |
| 1920년                              | 7,553  |       | 12.9% |
| 1930년                              | 10,997 |       | 45.6% |
| 1940년                              | 13,313 |       | 21.1% |
| 1950년                              | 15,141 |       | 13.7% |
| 1960년                              | 16,302 |       | 7.7%  |
| 1970년                              | 15,252 |       | −6.4% |
| 1980년                              | 16,429 |       | 7.7%  |
| 1990년                              | 20,592 |       | 25.3% |
| 2000년                              | 23,743 |       | 15.3% |
| 2010년                              | 30,343 |       | 27.8% |
| 2019 (추산)                         | 32,935 | [ 1 ] | 8.5%  |
| U.S. Decennial Census 2018 Estimate |        |       |       |

## 기후
| 메릴랜드주 솔즈베리의 기후                                       | 메릴랜드주 솔즈베리의 기후 | 메릴랜드주 솔즈베리의 기후 | 메릴랜드주 솔즈베리의 기후 | 메릴랜드주 솔즈베리의 기후 | 메릴랜드주 솔즈베리의 기후 | 메릴랜드주 솔즈베리의 기후 | 메릴랜드주 솔즈베리의 기후 | 메릴랜드주 솔즈베리의 기후 | 메릴랜드주 솔즈베리의 기후 | 메릴랜드주 솔즈베리의 기후 | 메릴랜드주 솔즈베리의 기후 | 메릴랜드주 솔즈베리의 기후 | 메릴랜드주 솔즈베리의 기후 |
| 월                                                               | 1월                        | 2월                        | 3월                        | 4월                        | 5월                        | 6월                        | 7월                        | 8월                        | 9월                        | 10월                       | 11월                       | 12월                       | 연간                       |
| ---------------------------------------------------------------- | -------------------------- | -------------------------- | -------------------------- | -------------------------- | -------------------------- | -------------------------- | -------------------------- | -------------------------- | -------------------------- | -------------------------- | -------------------------- | -------------------------- | -------------------------- |
| 역대 최고 기온 °C (°F)                                           | 25 (77)                    | 27 (80)                    | 34 (93)                    | 36 (96)                    | 37 (98)                    | 39 (102)                   | 41 (106)                   | 41 (106)                   | 38 (100)                   | 37 (98)                    | 29 (85)                    | 25 (77)                    | 41 (106)                   |
| 일평균 최고 기온 °C (°F)                                         | 7.5 (45.5)                 | 9.0 (48.2)                 | 12.9 (55.3)                | 18.9 (66.1)                | 23.6 (74.4)                | 28.3 (82.9)                | 30.8 (87.5)                | 29.7 (85.4)                | 26.4 (79.5)                | 20.7 (69.2)                | 14.8 (58.6)                | 9.9 (49.8)                 | 19.4 (66.9)                |
| 일일 평균 기온 °C (°F)                                           | 2.7 (36.8)                 | 3.7 (38.7)                 | 7.4 (45.3)                 | 12.8 (55.1)                | 17.7 (63.8)                | 22.6 (72.7)                | 25.5 (77.9)                | 24.3 (75.8)                | 20.9 (69.7)                | 14.7 (58.5)                | 9.0 (48.2)                 | 4.8 (40.6)                 | 13.8 (56.9)                |
| 일평균 최저 기온 °C (°F)                                         | −2.2 (28.0)                | −1.6 (29.2)                | 1.8 (35.2)                 | 6.7 (44.1)                 | 11.8 (53.2)                | 17.0 (62.6)                | 20.2 (68.3)                | 19.1 (66.3)                | 15.5 (59.9)                | 8.8 (47.8)                 | 3.3 (37.9)                 | −0.3 (31.4)                | 8.3 (47.0)                 |
| 역대 최저 기온 °C (°F)                                           | −23 (−10)                  | −20 (−4)                   | −17 (1)                    | −9 (15)                    | −2 (28)                    | 3 (37)                     | 6 (42)                     | 7 (45)                     | 1 (34)                     | −5 (23)                    | −12 (10)                   | −21 (−6)                   | −23 (−10)                  |
| 평균 강수량 mm (인치)                                            | 89 (3.51)                  | 83 (3.25)                  | 106 (4.17)                 | 87 (3.42)                  | 95 (3.73)                  | 102 (4.03)                 | 120 (4.73)                 | 134 (5.27)                 | 114 (4.48)                 | 105 (4.15)                 | 80 (3.16)                  | 91 (3.59)                  | 1,206 (47.49)              |
| 평균 강설량 cm (인치)                                            | 6.4 (2.5)                  | 8.6 (3.4)                  | 2.5 (1.0)                  | 0.51 (0.2)                 | 0.0 (0.0)                  | 0.0 (0.0)                  | 0.0 (0.0)                  | 0.0 (0.0)                  | 0.0 (0.0)                  | 0.0 (0.0)                  | 0.0 (0.0)                  | 2.3 (0.9)                  | 20 (8.0)                   |
| 평균 강수일수 (≥ 0.01 인치)                                      | 10.5                       | 9.7                        | 11.5                       | 10.9                       | 11.7                       | 10.9                       | 10.2                       | 9.4                        | 9.1                        | 9.0                        | 8.7                        | 10.7                       | 122.3                      |
| 평균 강설일수 (≥ 0.1 인치)                                       | 1.5                        | 1.5                        | 0.6                        | 0.2                        | 0.0                        | 0.0                        | 0.0                        | 0.0                        | 0.0                        | 0.0                        | 0.1                        | 0.8                        | 4.7                        |
| 출처: 미국 해양대기청 (평년값: 1991년~2020년, 극값: 1906년~현재) |                            |                            |                            |                            |                            |                            |                            |                            |                            |                            |                            |                            |                            |